# Чернышёв, Пётр Григорьевич
Граф Пётр Григорьевич Чернышёв (1712—1773) — русский дипломат, действительный тайный советник, действительный камергер и сенатор.

## Биография
Происходил из рода Чернышёвых — сын Г. П. Чернышёва и А. И. Ржевской. Старший брат графа Захара Чернышёва. Родился в Санкт-Петербурге 25 марта (5 апреля) 1712 года; крестник Петра I. Уже 7 декабря 1715 года был записан в Преображенский полк, с 1722 по 1727 года был на службе у владетельного герцога Шлезвиг-Голштинского Карла-Фридриха, сначала — пажом, потом — камер-юнкером, а затем — капитан-поручиком Голштинской службы.
В 1727 году вернулся в Россию и был назначен, с чином поручика, адъютантом к своему отцу. В 1728 году по предписанию государственной иностранной коллегии, отправился с русским послом на Суассонский конгресс. С этого времени началась его дипломатическая деятельность. Через полтора года, уже при императрице Анне Иоанновне, он возвратился в Петербург и 22 марта 1730 года был пожалован в действительные камер-юнкеры. Но приблизиться ко Двору ему помогла женитьба — в 1738 году он женился на дочери всесильного в то время начальника тайной канцелярии графа Андрея Ивановича Ушакова; 30 марта 1739 года, будучи старшим камер-юнкером, он стал первым камергером при принцессе Анне Леопольдовне Брауншвейг-Люнебургской, а 14 февраля 1740 года был пожалован в действительные камергеры к высочайшему двору. В начале 1741 года он был назначен чрезвычайным посланником к датско-норвежскому двору. Зимой того же года был переведён послом в Берлин; 18 декабря 1743 года был награждён орденом Святого Александра Невского, а 8 января 1744 года на его место был назначен обер-гофмаршал граф М. П. Бестужев-Рюмин с повелением императрицы оставаться Чернышёву до особого распоряжения в Берлине. В том же году, 26 июля Бестужев-Рюмин был назначен послом в Варшаву, а дела и обязанности в Берлине снова были поручены, с 27 июля, Чернышёву. Известно, что в 1744—1745 годах П. Г. Чернышёв был членом берлинской масонской ложи «Три глобуса».
В начале 1746 года его отношения с прусским правительством окончательно обострились и в мае 1746 года он был переведён послом в Лондон, на место князя Щербатова. В 1750 году он приложил немало усилий для привлечения Англии к союзу с Россией и Австрией, между которыми был заключен 22 мая 1746 года оборонительный трактат. Кроме того, он вёл переговоры о сохранении в Швеции прежнего государственного строя и затем о выдаче Англией русскому правительству субсидий на содержание на лифляндской границе наблюдательного корпуса против короля Фридриха II.
В сентябре 1754 года был произведён в генерал-лейтенанты с оставлением в камергерском звании. В следующем году Чернышёв был отозван из Англии и его дипломатическая деятельность приостановилась на довольно продолжительное время. Только 4 июля 1760 года он был назначен послом в Париж, где оставался до 26 июля 1762 года; с 16 августа 1760 года он был действительным тайным советником, с 16 сентября 1760 года числился неприсутствующим сенатором; после вступления на престол императора Петра III, 27 декабря 1761 года был награждён орденом Андрея Первозванного.
Отозванный из Франции императрицей Екатериной II, Чернышёв в августе 1763 года вернулся в Петербург и поселился с семьёй в доме своего тестя, графа Ушакова, на Дворцовой набережной (д. 16). Он был определён к присутствию в Сенате; при разделении которого на департаменты ему было повелено 23 января 1764 года присутствовать в III департаменте. По причине болезни он был уволен от службы 6 сентября 1766 года, «впредь до выздоровления».

Необыкновенно скупой, Чернышёв скопил большое состояние. По словам князя Долгорукова:
Он был умный и талантливый человек, но безмерно спесивый, необычайно тщеславный и невыносимо высокомерный; его никто не любил.
Умер в Санкт-Петербурге 20 (31) августа 1773 года от водянки и был похоронен на Лазаревском кладбище Александро-Невской лавры. Надпись на могиле гласит: «… от умножившихся ему болезней, смерть жизнь его пресекла, к крайней горести его ближних и к искреннему соболезнованию его содругов и почитателей».

## Семья
С 1738 года был женат на фрейлине Екатерине Андреевне Ушаковой (1715—1779), в браке имел 11 детей, 3 сына и 8 дочерей, среди них были близнецы, сын и дочь. Почти все дети умерли во младенчестве:
- Анна Петровна (1738—октябрь 1756), умерла от тифа.
- Дарья Петровна (1739—1802), статс-дама, была замужем за генерал-фельдмаршалом графом И. П. Салтыковым (1730—1805).
- Наталья Петровна (1744—1837), фрейлина, прототип пушкинской «Пиковой дамы», была замужем за бригадиром князем В. Б. Голицыным, получила в 1806 году придворное звание статс-дамы, а в 1826 году — орден Св. Екатерины 1-й степ.
- Андрей Петрович, умер в младенчестве.
- Григорий Петрович (1746—1755), умер в Нарве, где Чернышёвы остановились по болезни детей по дороге из Англии в Петербург.
- Мария Петровна (1752—октябрь 1767), умерла от оспы.

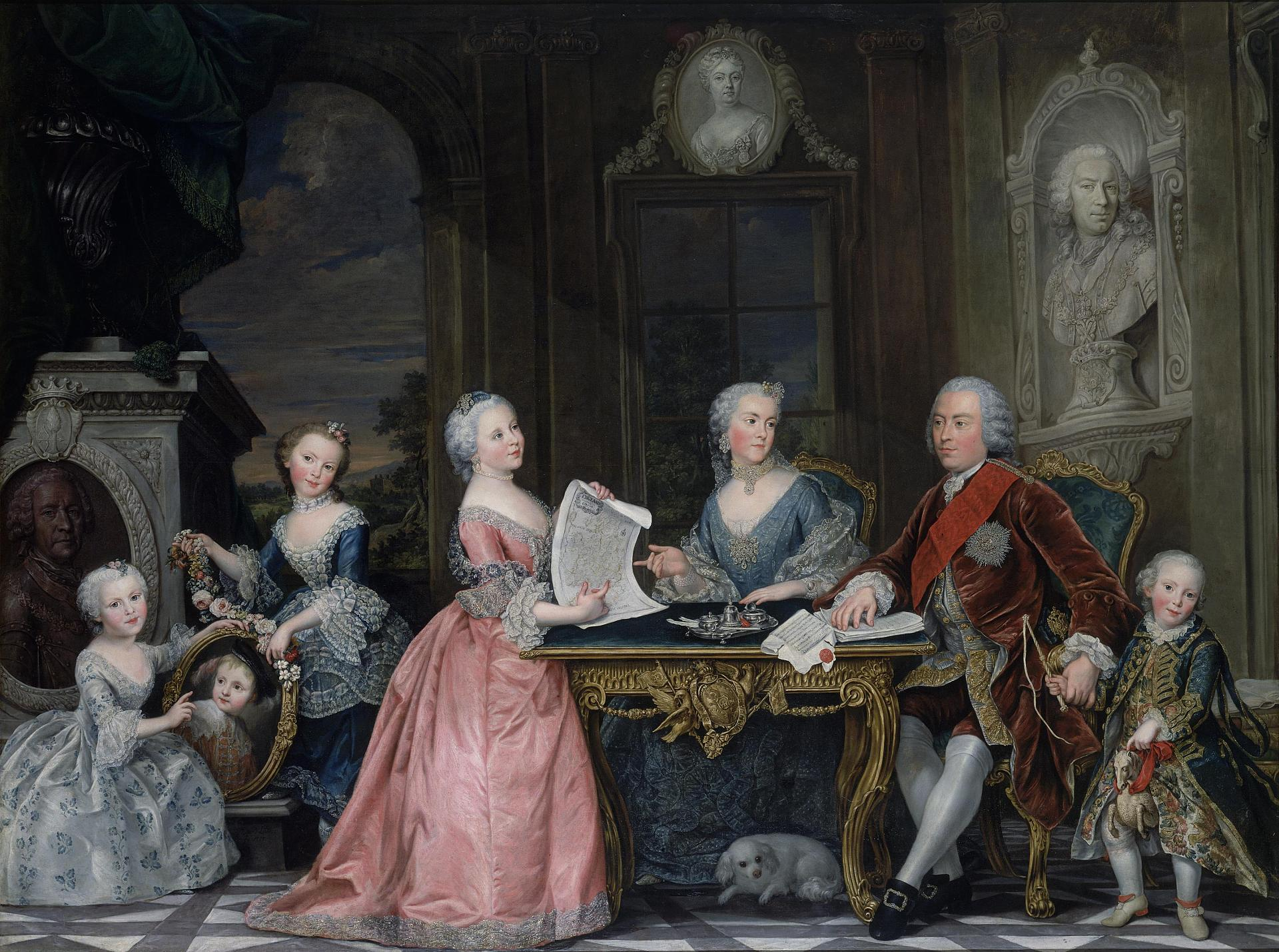
Семья Чернышёвых
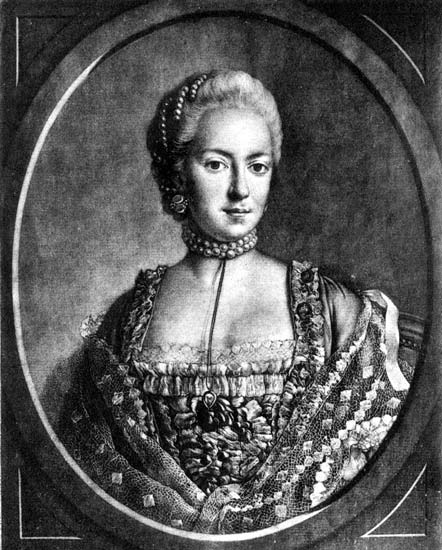
Дарья Петровна
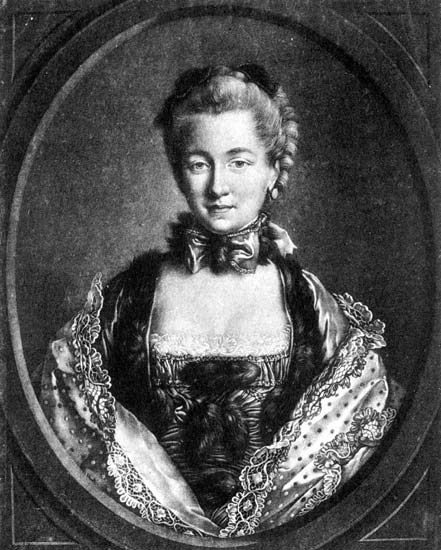
Наталья Петровна
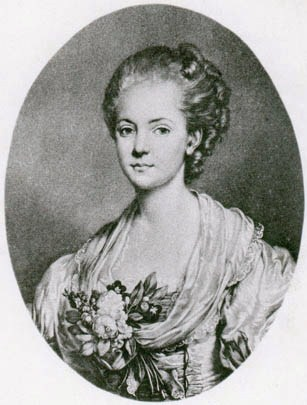
Мария Петровна

## Образ в кино
- «Виват, гардемарины!» (1991)